# ジャンボリクエストAMO
『ジャンボリクエストAMO』（ジャンボリクエストエーエムオー）は、1969年5月6日から1987年9月27日まで東北放送で放送されたリクエスト番組である。

## 概要
本番組がスタートした当初のタイトルは『AMO東北ヒットパレード』（エーエムオーとうほくヒットパレード）。タイトルの「AMO」は午前（AM）0時からの放送時間に由来し、零時の0（ゼロ）をアルファベットのO（オー）に読み替えて名付けられた。「ジャンボリクエストAMO」になってからは「ジャンリク」の通称で親しまれた。
『AMO東北ヒットパレード』の当時は、週に約4,000通のはがきを集めるほどの人気だった。
テーマ曲は、安田立和の「AMO東北ヒットパレード」は、ウィリー・ミッチェルの「bad eye」、
鈴木俊光になってからはバート・バカラックの「bond street」。
COOL HEAT「ARE YOU NUTS?」

## パーソナリティ
AMO東北ヒットパレード
- 安田立和、高荒葵 （1972年まで）
- 鈴木俊光、高荒葵 （1972年 - 1974年9月）

ジャンボリクエストAMO
- 吉川団十郎、横尾靖恵 （1974年10月 - 1976年1月）
- 麻世れいら （1976年2月 - ）
- みなみらんぼう
- 吉川団十郎、おスミ（1978年4月 - 1980年3月）
- 中條真一、扇谷千賀子（1980年4月 - 1981年9月）[5]
- 大友康平、坂野しのぶ（1981年10月 - 1983年3月）
- ムッシュ吉崎（1983年4月 - 1984年）
- クマ、イリア（1984年 - 1985年9月）
- クマ、ふう子（高橋長子） （1985年10月 - 1987年9月27日）

## コーナー
- ああ宮城県
- あなたならどうする
- 連続インスピレーションリクエスト
- 童謡パロディ
- 真ちゃんのなんでもリクエスト
- 真ちゃんのおしゃべりタイム
- AMOヒットランク[6][7]
- 全国ヒット情報[7]

大友康平パーソナリティ期
- 康平の「おちょくられた夜」[7]
- 康平の「スクールデイズ」
- 連続ショートストーリー[7]
- 康平のスポーツを斬る
- 康平のなんか変だな
- 康平のヤング川柳

クマ・ふう子パーソナリティ期
- はめはめ歌謡曲

（ヒット曲や流行歌の替え歌ネタや、歌詞を抜き出すなどして作り変えた歌のネタを募集）
- クマさん教えて

（リスナーからの質問に答える。きわどいトークにはチャイム音が被せられた）
- それから物語

（童話が「めでたしめでたし」で終わった後の創作ストーリーを募集。既成の童話にこだわらず、最初から全く創作されたストーリーが寄せられたことも多かった）
- 答えのないクイズ

（頓智話を勘だけを頼りに解いて答える問答コーナー）

## 復活版
- 2005年10月9日から2007年3月18日まで「葵と団十郎のサンデーAMO」として放送。
- 2017年10月1日19:00-21:00には、安田立和と高荒葵がパーソナリティで「TBC開局65周年記念 ラジオ特別番組 復活!伝説の深夜放送 AMO東北ヒットパレード」が放送された[9]